# O‘tkir Sultonov
O‘tkir To‘xtamuradovich Sultonov (używana też pisownia Utkir Tuchtamuradowicz Sułtanow; ur. 14 lipca 1939 w Taszkencie, zm. 28 listopada 2015 w Taszkencie) – uzbecki polityk, premier Uzbekistanu od 21 grudnia 1995 do 12 grudnia 2003.
Zdymisjonowany przez prezydenta Uzbekistanu Isloma Karimova za niewystarczającą dbałość o rolnictwo i rynek pracy. Został zastąpiony przez Shavkata Mirziyoyeva.